# ملعب أغبورو
ملعب أغبورو (بالإنجليزية: Aggborough Stadium) يقع في بلدة كيدرمينستر بإنجلترا. هو الملعب الرئيسي لنادي كيدرمينستر هاريرز، ويتسع لسبعة آلاف شخص، يمكن لـ3,140 منهم الجلوس في مقاعد. كذلك كان الملعب أيضًا الملعب الرسمي لنادي ووستر سيتي بين عام 2013 وعام 2016. 

## التاريخ
تم افتتاح الملعب في مايو 1890 بمدرج واحد على خط التماس الغربي، وتضمن في البداية مضمارًا للركض. في عام 1935، تم بناء مدرج جديد يتسع لـ 460 مقعدًا، وبحلول الحرب العالمية الثانية تم إنشاء مناطق مغطاة على الجانبين الشرقي والجنوبي من الملعب.
بعد الحرب تم استبدال مضمار الجري بمضمار درّاجات. في 27 نوفمبر 1948، تم تسحيل 9,155 حضور كرقم قياسي في الملعب بمباراة الإعادة لجولة الأولى من كأس الاتحاد الإنجليزي ضد هيرفورد يونايتد. في 14 سبتمبر 1955، أصبح ملعب أغبورو أول ملعب يستضيف مباراة كأس الاتحاد الإنجليزي، عندما واجه كيدرمينسترهاريرز ضد نادي بريرلي هيل ألاينس في إعادة الجولة التمهيدية، حيث فاز كيدرمينستر بنتيجة 4-2.
تم بناء المدرج الشرقي الجديد في عام 1979، وتم إنشاء المدرجات في جميع أنحاء الملعب في عام 1983. وأعيد بناء الأرض في التسعينيات، مع إزالة مسار الدرّاجات وتم بناء المدرج الرئيسي الجديد في عام 1994. تمت إضافة المدرجات المغطاة في كل مناطق الملعب. عندما فاز كيدرمينستر بأول لقب له في الدوري الوطني لكرة القدم الانجليزية في عام 1994 ، لم يتم اعتبار ملعب أغبورو مطابقًا لمعايير دوري كرة القدم ونتيجة لذلك تم رفض نادي كيدرمينستر الترقية إلى الدرجة الثالثة. بحلول الوقت الذي فاز فيه كيدرمينستر بلقب الدوري الوطني لكرة القدم الانجليزية الثاني بعد ست سنوات، تمت ترقية الملعب إلى معايير دوري كرة القدم وتم السماح بالترقية للنادي. في عام 2003، تم بناء جناح  جديد يتسع لـ 2,040 مقعدًا ليحل محل الجناح الشرقي القديم.

## معرض الصور

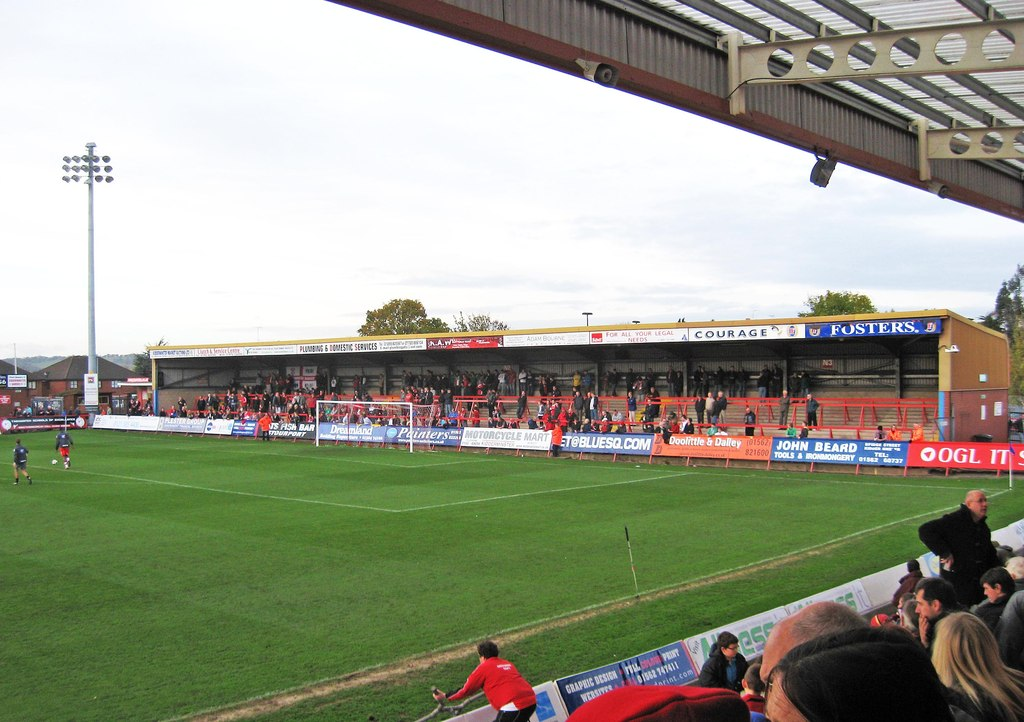
الجناح الشمالي
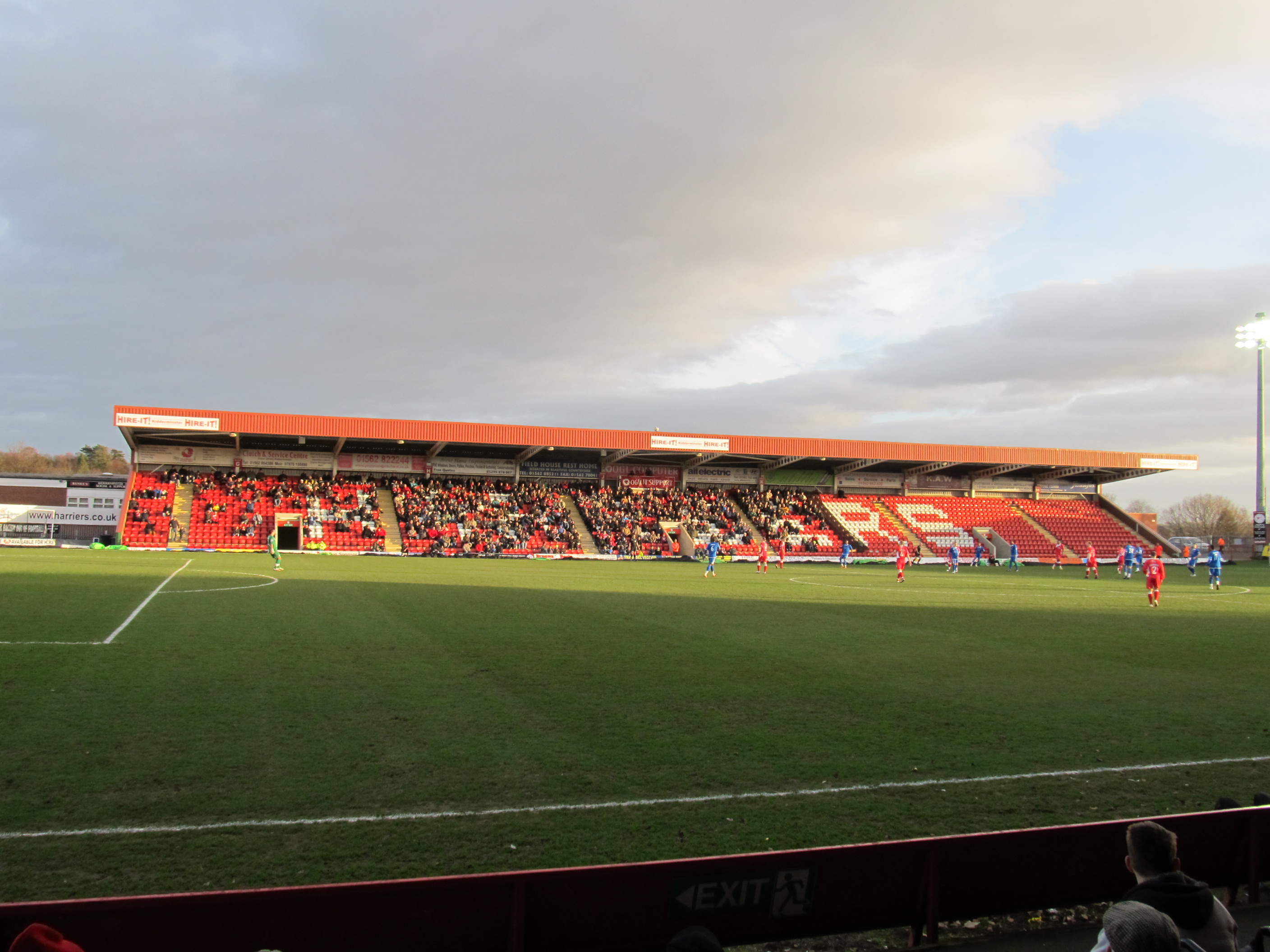
الجناح الشرقي
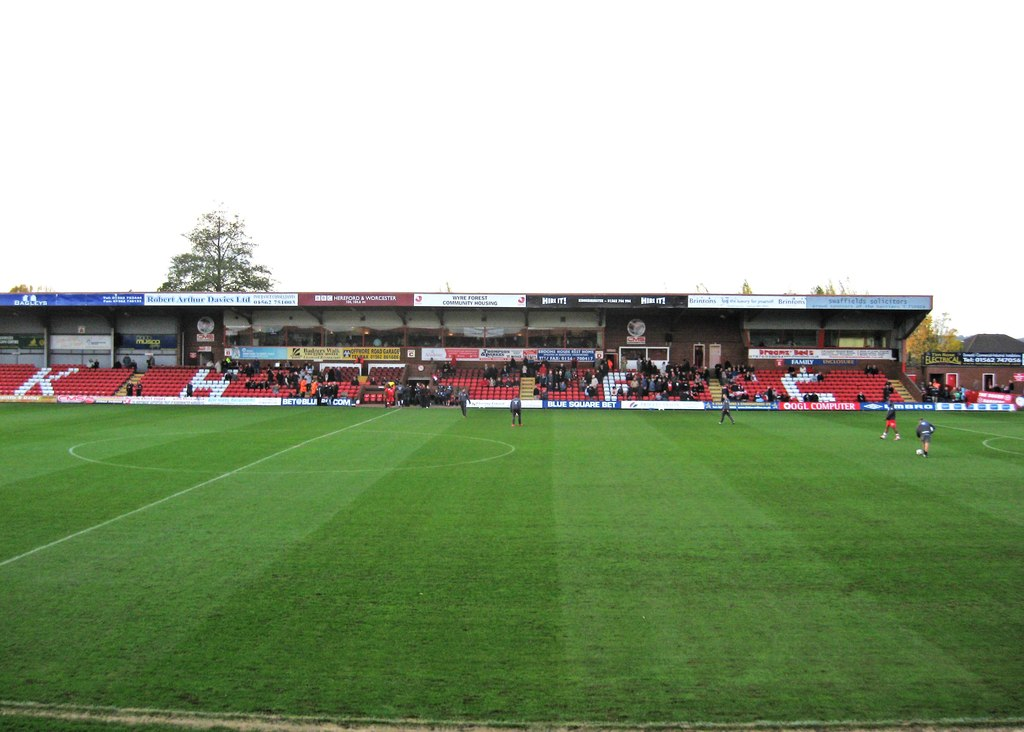
المدرج رئيسي (في الجهة الغربية)
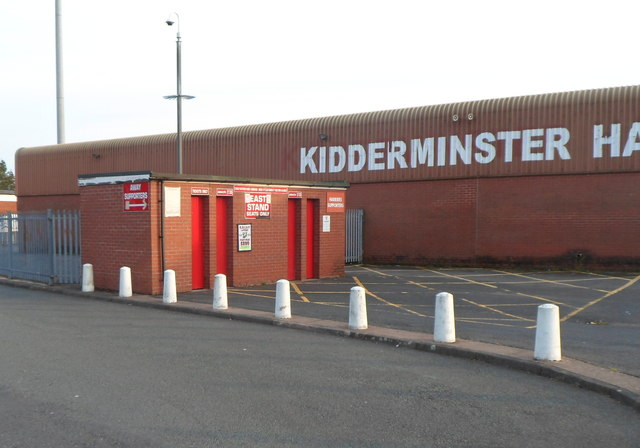
مدخل الملعب

## الروابط الخارجية
- الملعب نادي كيدرمينسترهاريرز.
- ملعب أغبورو StadiumDB.com